# Anapski (Korenovsk, Krasnodar)
Anapski (del ruso: Анапский) es un posiólok del raión de Korenovsk del krai de Krasnodar, en Rusia. Está situado en las tierras bajas de Kubán-Azov, en la orilla izquierda del río Beisug, frente a Zozova Balka, 34 km al norte de Korenovsk y 92 km al nordeste de Krasnodar, la capital del krai. Tenía 629 habitantes en 2010.
Pertenece al municipio Novoberezanskoye.